# كلارنس إف. ليا
كلارنس إف. ليا هو محامي وسياسي أمريكي، ولد في 11 يوليو 1874 في Highland Springs, Lake County, California ‏ في الولايات المتحدة، وتوفي في 20 يونيو 1964 في سانتا روسا في الولايات المتحدة. نشط حزبياً في الحزب الديمقراطي. وقد انتخب عضو مجلس النواب الأمريكي ‏.